# 6304 Josephus Flavius
6304 Josephus Flavius este o planetă minoră (asteroid), cu un diametru de 4,181 km, din centura de asteroizi. A fost descoperită pe 2 aprilie 1989 la Observatorul La Silla de Eric Walter Elst și a fost numită după Iosephus Flavius. 
Obiectul prezintă o orbită caracterizată de o semiaxă mare de 2,2414343 UAi, o excentricitate de 0,14, o înclinație de 0,95416 ° în raport cu ecliptica.